# Black Doom
Black Doom, gelegentlich Blackened Doom genannt, ist ein Musiksubgenre, welches in den 1990er Jahren durch eine wechselseitige Beeinflussung von Black Metal und Doom Metal entstanden ist.

## Musikalische Einordnung
Black Doom ist meist durch die Verlangsamung des im Zuge der zweiten Welle des Black Metals bekannten skandinavischen Stils gekennzeichnet.
Durch das langsame Spiel des Doom Metal gelang es den Vertretern aus dem Black- und Pagan-Metal-Umfeld, „die harsche Atmosphäre ihrer Songs […] besser zur Geltung zu bringen.“ Insbesondere der typische Schreigesang und der hochverzerrte und helle Gitarrenklang wird „mit dem dicken Grundsound des Doom Metals verknüpft und schafft so eine ganz neue Klangwelt.“ Da die Interpreten des Black Doom dem Black Metal entsprangen, blieb die satanische Haltung als ideologischer Überbau des Black Doom erhalten, dennoch liegt der lyrische Schwerpunkt insbesondere späterer Interpreten anders.

„Hohe Lautstärken, absolute Schwärze und Themen wie Depressionen, Nihilismus sowie Natur machen diesen Stil aus.“

Für die Doom-Metal-Datenbank Doom-Metal.com wird der Black Doom als „Fusion, die die Rohheit und nihilistische Einstellung des Black Metal mit den langsameren Tempi und der bedrohlichen Stimmung des Doom verbindet“ beschrieben. Charakteristisch seien „stark verzerrte Gitarren, Kreischgesang oder hohes Growling und ein starkes, oft schnelles perkussives Element.“

## Geschichte

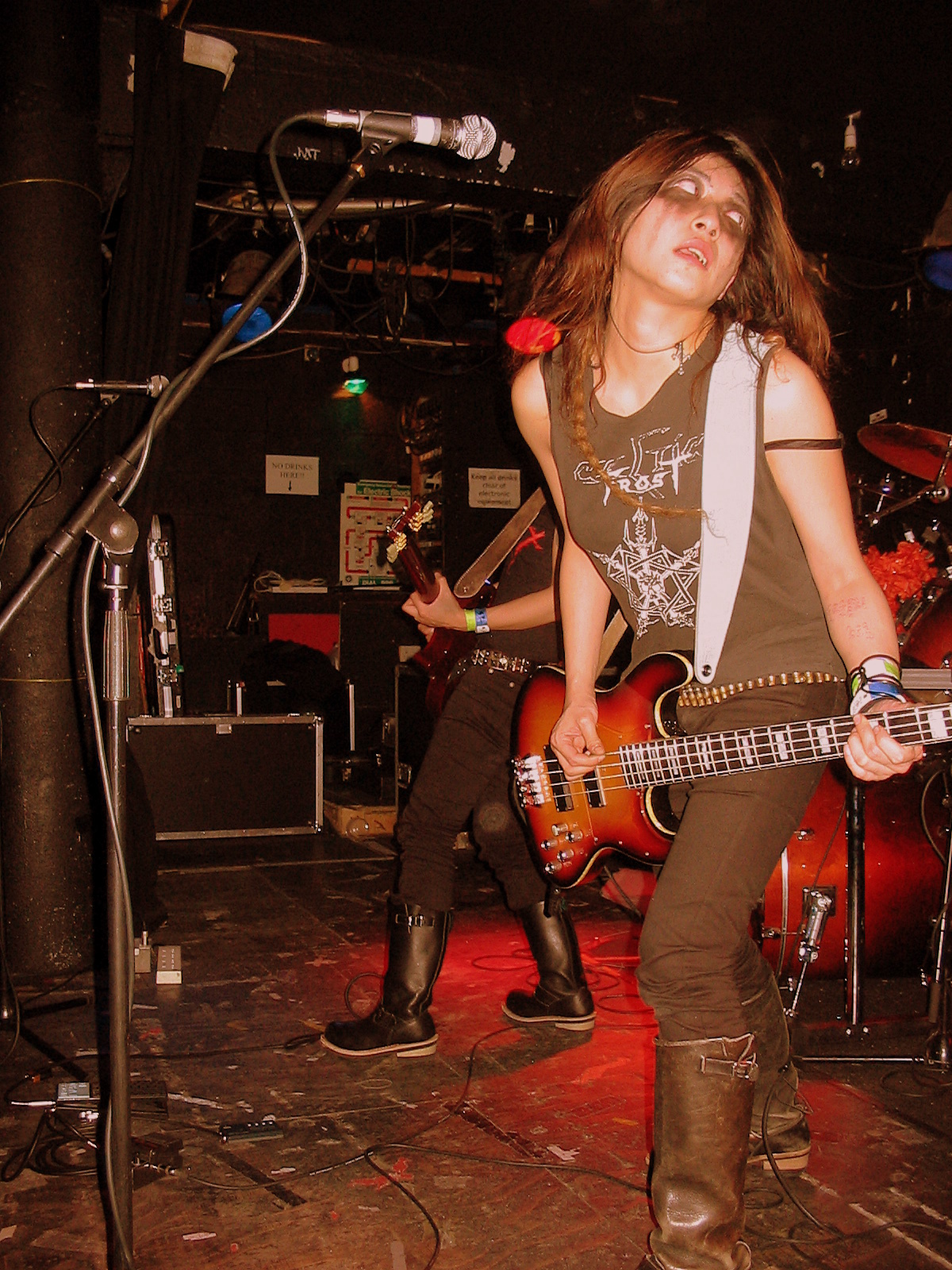
Die japanische Black-Doom-Frauenband Gallhammer im März 2008

Sowohl Unholy als auch Barathrum berufen sich überwiegend auf Interpreten der Vorläufer des Black Metals. Insbesondere Celtic Frost wird von Janne Sova (Barathrum) und Jarrko Toivonen (Unholy) als wichtiger Einfluss genannt.

“I have always been more into older bands, such as Venom, Bathory, Hellhammer/ Celtic Frost, Samael, Necromantia, etc when we are speaking of black-metal.”

„Ich habe immer eher auf ältere Bands gestanden, so wie Venom, Bathory, Hellhammer/Celtic Frost, Samael, Necromantia etc., wenn wir von Black Metal sprechen.“

“Old Celtic Frost, Voivod, Possessed, Kreator, and Slayer were the bands we were listening to before we decided to form Holy Hell. Of course, the creators of heavy metal themselves, Black Sabbath, were a crucial influence, especially the first four albums. We wanted to do everything more extreme and original compared to the bands that I just mentioned.”

„Frühe Celtic Frost, Voivod, Possessed, Kreator und Slayer waren Bands, die wir hörten, bevor wir entschieden, Holy Hell zu gründen. Natürlich waren auch Black Sabbath, die Erfinder des Heavy Metal selbst, ein wesentlicher Einfluss, besonders die ersten vier Alben. Nur wollten wir im Vergleich mit den genannten Bands alles extremer und ursprünglicher machen.“

Hellhammer und die nachfolgenden Celtic Frost spielten insbesondere auf Morbid Tales einen von Venom inspirierten Thrash Metal, jedoch mit Einflüssen des Doom Metals und einer deutlichen Ernsthaftigkeit in den okkulten und misanthropischen Songtexten, die für den Black Metal prägend sein sollte. Tom G. „Warrior“ gab zu Morbid Tales selbst an, langsame Stücke zu favorisieren, da diese mehr Raum einnehmen könnten, um sich zu entfalten, und berief sich hierzu auf Black Sabbath.
Sowohl Unholy als auch Barathrum orientierten sich auch an der Reduzierung des Tempos und intensivierten die Idee, wie auch schon die ebenfalls von Sova genannten Samael 1991 auf Worship Him, welche sich auch auf Celtic Frost beriefen, und unter anderem mit der Death-Doom-Band Asphyx verglichen wurden.
Als weiterer Vorläufer des Black Doom kann die amerikanische Death-Doom-Band Goatlord betrachtet werden, deren Demoaufnahmen und Studioveröffentlichungen unter anderem auf Hellhammer und Saint Vitus aufbauen, deren Veröffentlichungen auf die Entwicklung des Genres jedoch wenig Einfluss nahm. In einem ähnlichen stilistischen Übergang zwischen Death Doom und Black Doom bewegten sich ebenso Katatonia 1992 mit Dance of December Souls sowie Tiamat 1991 mit The Astral Sleep.
Die bereits zu Beginn der 1990er aktiven und mit Demoaufnahmen bekannten Unholy und Barathrum veröffentlichten 1993 und 1995 ihre ersten offiziellen Studioalben und definierten mit ihrem enorm verlangsamten Black Metal endgültig den Black Doom als Genre.

„Barathrum\’s music has always been involved with doom, thrash, black, heavy, etc styles of metal. After all I want Barathrum to sound unique and I think I succeed pretty well with that.“

„Barathrums Musik war immer mit Doom, Thrash, Black, Heavy und weiteren Metalstilen verbunden. Ich wollte stets, dass Barathrum einzigartig klingt, und ich glaube, dass ich ziemlich erfolgreich damit war.“

Parallel zu Barathrum und Unholy wurden Bethlehem und Deinonychus mit einer simultanen Mischung aus Doom Metal und den stilistischen Eigenheiten des Black Metals aktiv, jedoch ohne dabei den satanistischem Bezug des Black Metals aufzuweisen, weshalb deren Veröffentlichungen nach einem Bethlehem-Album als Dark Metal bezeichnet werden. Diese Abwandlung der Musik mit vornehmlich suizidalen Texten gilt dabei als bedeutender Vorläufer des Depressive Black Metal.
Weitere Bands wie die frühen Moonspell oder Dolorian und zum Teil die Pagan-Metal-Band In the Woods… zeigten sich in den folgenden Jahren vom Black Doom beeinflusst und nahmen den Stil zumindest zeitweise auf. Bis in die Gegenwart orientieren sich Interpreten wie die japanische Band Gallhammer oder die britischen Dragged into Sunlight aus unterschiedlichen Richtungen in den Bereich des Black Doom, welcher dennoch als ein kommerziell erfolgloses und unpopuläres Genre gilt.